# Cook County (Minnesota)
 For alternative betydninger, se Cook County. (Se også artikler, som begynder med Cook County)
Cook County er et county i den amerikanske delstat Minnesota. Amtet ligger nordøstligt i delstaten ved Lake Superior og grænser op til Lake County i vest. Amtet grænser også op imod delstaterne Wisconsin i syd (vandgrænse), Michigan (vandgrænse) i øst og mod Canada i nord.
Cook Countys totale areal er 8.650 km² hvoraf 4.893 km² er vand. I 2000 havde amtet 5.168 indbyggere. Amtets administration ligger i byen Grand Marais. County'et har mange norsk-amerikanere , desuden bor der mange Ojibwa-indianere i Cook County.
Amtet har fået sit navn efter major Michael Cook som deltog i den amerikanske borgerkrig.
Handlingen i Vidar Sundstøls roman Drømmenes Land, som fik Rivertoonprisen i 2008, foregår i Cook County.

## Demografi
Ifølge folketællingen fra 2000 boede der 5.168 personer i amtet. Der var 2.350 husstande med 1.438 familier. Befolkningstætheden var 1 personer pr. km². Befolkningens etniske sammensætning var som følger: 89,45% hvide, 7,59% indianer.
Der var 2.350 husstande, hvoraf 24,40% havde børn under 18 år boende. 52,00% var ægtepar, som boede sammen, 6,10% havde en enlig kvindelig forsøger som beboer, og 38,80% var ikke-familier. 32,50% af alle husstande bestod af enlige, og i 10,80% af tilfældende boede der en person som var 65 år eller ældre.
Gennemsnitsindkomsten for en hustand var $36.640 årligt, mens gennemsnitsindkomsten for en familie var på $47.132 årligt.

## Lokaliteter
| Byer           | landsbyer                                               | Unincorporated communities | Unorganized                             |
| -------------- | ------------------------------------------------------- | -------------------------- | --------------------------------------- |
| - Grand Marais | - Lutsen Township - Schroeder Township - Tofte Township | - Hovland                  | - East Cook - Grand Portage - West Cook |